# تشارلز إي. شولمان
تشارلز إي. شولمان (بالإنجليزية: Charles E. Shulman)‏ هو عسكري أمريكي، ولد في 25 يوليو 1900، وتوفي في 1968.